# Милинген
Милинген (њем. Mühlingen) општина је у њемачкој савезној држави Баден-Виртемберг. Једно је од 25 општинских средишта округа Констанц. Према процјени из 2010. у општини је живјело 2.332 становника. Посједује регионалну шифру (AGS) 8335057.

## Географски и демографски подаци
Милинген се налази у савезној држави Баден-Виртемберг у округу Констанц. Општина се налази на надморској висини од 625 метара. Површина општине износи 32,7 km². У самом мјесту је, према процјени из 2010. године, живјело 2.332 становника. Просјечна густина становништва износи 71 становника/km².